# Campionati canadesi di sci alpino 1965
Ai Campionati canadesi di sci alpino 1965 furono assegnati i titoli di discesa libera, slalom gigante, slalom speciale e combinata, sia maschili sia femminili.

## Risultati

### Uomini

#### Discesa libera
| Pos. | Atleta          | Nazione |
| ---- | --------------- | ------- |
| 1    | Scott Henderson | Canada  |
| 1    | Gerry Rinaldi   | Canada  |
| ?    |                 |         |

#### Slalom gigante
| Pos. | Atleta          | Nazione |
| ---- | --------------- | ------- |
| 1    | Rod Hebron      | Canada  |
| 2    | ?               | ?       |
| 3    | Scott Henderson | Canada  |

#### Slalom speciale
| Pos. | Atleta          | Nazione |
| ---- | --------------- | ------- |
| 1    | André Pomerleau | Canada  |
| ?    |                 |         |
| ?    |                 |         |

#### Combinata
| Pos. | Atleta          | Nazione |
| ---- | --------------- | ------- |
| 1    | André Pomerleau | Canada  |
| ?    |                 |         |
| ?    |                 |         |

### Donne

#### Discesa libera
| Pos. | Atleta       | Nazione |
| ---- | ------------ | ------- |
| 1    | Nancy Greene | Canada  |
| ?    |              |         |
| ?    |              |         |

#### Slalom gigante
| Pos. | Atleta       | Nazione |
| ---- | ------------ | ------- |
| 1    | Nancy Greene | Canada  |
| ?    |              |         |
| ?    |              |         |

#### Slalom speciale
| Pos. | Atleta       | Nazione |
| ---- | ------------ | ------- |
| 1    | Nancy Greene | Canada  |
| ?    |              |         |
| ?    |              |         |

#### Combinata
| Pos. | Atleta       | Nazione |
| ---- | ------------ | ------- |
| 1    | Nancy Greene | Canada  |
| ?    |              |         |
| ?    |              |         |